# Archaeospheniscus lowei
Il pinguino di Lowe (Archaeospheniscus lowei Marples, 1952) è un pinguino estinto della famiglia degli Sfeniscidi.
Era alto approssimativamente 85-115 cm, di dimensioni comprese tra quelle di un pinguino reale e un pinguino imperatore. È noto dalle ossa di un singolo individuo ritrovato a Duntroon, in Nuova Zelanda.